# Joeropsis tayrona
Joeropsis tayrona är en kräftdjursart som beskrevs av Mueller1989. Joeropsis tayrona ingår i släktet Joeropsis och familjen Joeropsididae. Inga underarter finns listade i Catalogue of Life.